# Zalew Szczeciński (ostoja ptaków IBA)
Zalew Szczeciński (kod ostoi PL002) – ostoja ptaków IBA (obszar uznany przez BirdLife International za ważny dla ochrony populacji ptaków), położona w województwie zachodniopomorskim. Jedno z najważniejszych miejsc w Polsce  dla migrujących i zimujących ptaków wodno-błotnych. Zgrupowania ptaków osiągają zimą liczbę 150 tysięcy osobników, a podczas migracji – do 250 tysięcy osobników. Tereny przylegające do Zalewu Szczecińskiego są lęgowiskami wielu ptaków m.in. bielika i derkacza.
Na terenie obszaru znajduje się w całości obszary Natura 2000: Zalew Szczeciński (PLB320009) i  Łąki Skoszewskie (kod PLB320007) oraz częściowo pokrywa się z obszarem chronionym Ujście Odry i Zalew Szczeciński (PLH320018) (43015 ha)
Znajduje się w powiatach goleniowskim, kamieńskim, polickim i Świnoujście (województwo zachodniopomorskie). Całkowita powierzchnia obszaru to 55950 ha, 56278 ha. Ostoja leży w mezoregionie fizycznogeograficzny Pobrzeża Szczecińskiego: Dolina Dolnej Odry, Równina Goleniowska i Równina Wkrzańska (313.24, 313.25, 313.23 odpowiednio). Obszar ostoi obejmuje polską część Zalewu Szczecińskiego i przylegające do niego od wschodu Łąki Skoszewskie. Około 5% ostoi stanowią lasy i zadrzewienia, 15% łąki i pastwiska, 10% tereny orne, 2% mokradła a 67% zbiorniki wodne i cieki.
W ostoi stwierdzono ponad 260 gatunków ptaków w tym około 155 lęgowych. Najważniejszymi gatunkami ptaków, które obserwuje się w ostoi Zalew Szczeciński są: łabędź czarnodzioby, gęgawa, bernikla białolica, płaskonos, bielaczek, kormoran zwyczajny, biegus zmienny, ohar, błotniak łąkowy, błotniak zbożowy, bąk zwyczajny, bocian czarny, bielik, błotniak stawowy, błotniak zbożowy bączek, mewa żółtonoga, mewa czarnogłowa, mewa siwa, rybitwa rzeczna i rybitwa białoczelna, świstun zwyczajny, rożeniec zwyczajny, gągoł, wąsatka, wodniczka i derkacz, ostrygojad zwyczajny, sieweczka obrożna, batalion, kulik wielki, rycyk i krwawodziób.
Na terenie ostoi w jej sąsiedztwie stwierdzono występowanie rzadkich gatunków zwierząt: trzepla zielona, zalotka większa, czerwończyk nieparek, skójka gruboskorupowa, minóg morski, minóg rzeczny, parposz, aloza, ciosa, łosoś, troć wędrowna, boleń, koza, piskorz, kumak nizinny, mopek, bóbr, wydra, wilk.